# Płyta Farallon

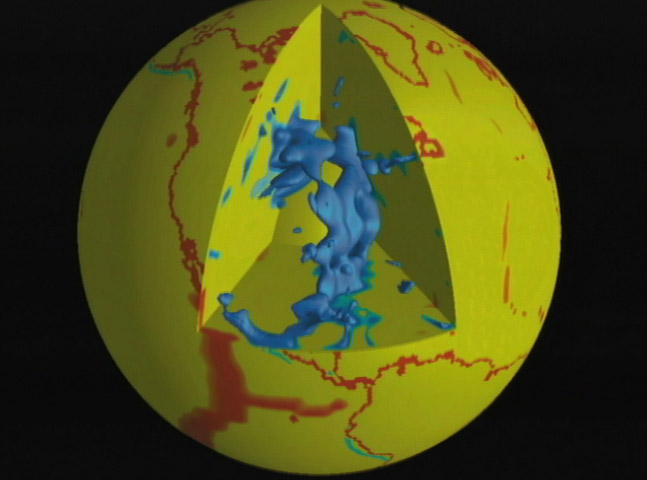
Szczątki płyty Farallon w głębi płaszcza

Płyta Farallon – dawna oceaniczna płyta tektoniczna zachodniej półkuli Ziemi. Nazwa pochodzi od wysp Farallon na zachód od San Francisco. 
Płyta Farallon powstała wskutek rozpadu superkontynentu Pangei w jurze. Zajmowała obszar między płytą pacyficzną a płytą północnoamerykańską i południowoamerykańską. 
Płyta Farallon od początku ulegała subdukcji pod obie płyty amerykańskie. Pod płytę północnoamerykańską płyta Farallon wsuwała się prawdopodobnie pod bardzo ostrym kątem, skutkiem czego były rozległe fałdowania kontynentu północnoamerykańskiego, w szczególności wypiętrzenie południowej części Gór Skalistych. Przypuszcza się, że subdukcji uległa również strefa spreadingu tej płyty, czego skutkiem było rozciągnięcie skorupy ziemskiej nad nią i jej ścienienie, co zaowocowało powstaniem prowincji geologicznej Basin and Range na zachodzie dzisiejszych USA i Meksyku. Innym skutkiem tej subdukcji była akrecja łuków wysp i różnych odłamków skorupy kontynentalnej do zachodniego wybrzeża Ameryki Północnej. Dziś te tzw. terrany egzotyczne tworzą sporą część tego kontynentu. 
Do dziś całkowicie uległa subdukcji centralna część płyty Farallon. Tworzące ją niegdyś skały prawdopodobnie tworzą jeszcze odrębny kompleks w płaszczu ziemskim pod Ameryką Północną. Pozostałościami płyty Farallon są płyty Juan de Fuca, Explorer i Gorda, ulegające subdukcji pod płytę północnoamerykańską, płyta kokosowa ulegająca subdukcji pod płytę północnoamerykańską i karaibską oraz płyta Nazca ulegająca subdukcji pod płytę południowoamerykańską. 